# Bira Câmara
Bira Câmara é um quadrinista brasileiro egresso do udigrudi. Ganhou o Troféu HQ Mix de 2004 pela obra O Paulistano da Glória, feita em coautoria com Xalberto e Sian.